# Anton Peschka
Anton Emanuel Peschka (* 21. Februar 1885 in Wien; † 9. September 1940 ebenda) war ein österreichischer Maler.

## Leben und Wirken
Peschka studierte an der Akademie der bildenden Künste Wien bei Christian Griepenkerl, wo Egon Schiele sein Freund und Studienkollege war. Er heiratete 1914 Schieles jüngste Schwester Gertrude. Aus der Beziehung gingen zwei Kinder hervor: Gerti und Toni. Da die Tochter Gerti vor der Eheschließung zur Welt kam, wurde sie geheim gehalten und ist jung verstorben. Durch Schiele wurde er auch mit Gustav Klimt bekannt. Das Wien Museum verwahrt ein Egon Schiele-Porträt seiner Hand.
Peschka stellte 1910 und 1919 im Wiener Künstlerhaus aus und war von 1922 bis 1935 Mitglied des Hagenbundes. 1921 gewann er einen Briefmarkenwettbewerb, 1925 einen Wettbewerb für die Gestaltung von Banknoten.
1910 stellte er in der Neukunstgruppe aus. 1923 schrieb Fritz Karpfen begeistert in seinem Überblick über die österreichische Kunst über Peschka: „Seine Bilder sind durchdringend, sprengen die Form des Hergebrachten und bauen glücklich eine neue Darstellung auf ... Man fühlt, dass hier ein Künstler ist, der Großes vollbringen könnte, der das Zeug dazu vollkommen in sich trägt.“
1922 – 1935 war er als Mitglied des Hagenbundes bei fast allen Ausstellungen mit Werken vertreten. Mitglied der von Felix Albrecht Harta und Anton Faistauer begründeten Künstlervereinigung „Wassermann“, Salzburg. Ebenso war er an Ausstellungen der Künstlergruppe „Maerz“, Linz vertreten.
Peschka wurde am Ober Sankt Veiter Friedhof bestattet. Ebendort auch sein Sohn Anton Peschka jr. (14. Jänner 1914; † 25. Juli 1997), der auch ein akademischer Maler war. Wegen der Hinterlassenschaft seines gesamten Besitzes inklusive vieler Zeichnungen von Egon Schiele an die Stadt Wien wurde diesem das Grab ehrenhalber gewidmet.
Peschka schuf vor allem Akte und Landschaften. Sein Werk ist stark von Schiele geprägt.
1993 wurde der Peschkaweg in Wien-Hietzing nach ihm benannt.

## Museen
Werke Peschkas befinden sich in:
- Österreichische Galerie Belvedere, Wien[8]
- Albertina, Wien
- Kupferstichkabinett der Stadt Wien
- Wien Museum
- Heeresgeschichtliches Museum, Wien